# 1542
Il 1542 (MDXLII in numeri romani) è un anno  del XVI secolo.

## Eventi
- 6 maggio – Il gesuita Francesco Saverio arriva a Goa, allora possedimento portoghese, per evangelizzare gli indiani.
- 13 giugno – Terremoto del Mugello.
- 20 novembre: vengono promulgate le Leggi nuove.
- 30 novembre – Terremoto nel Val di Noto (coordinate 37.367 N 14.803 E) con magnitudo 4,30±0,34.
- 10 dicembre – Terremoto nel siracusano (coordinate 37.215 N 14.944 E) di magnitudo 6,77±0,32.
- Pedro Nunes pubblica la descrizione di un dispositivo da lui inventato per incrementare la precisione di lettura degli archi graduati, chiamato nonio dal suo nome latinizzato in Petrus Nonius.
- A Roma viene definitivamente istituita la Congregazione del Sant'Uffizio, la Santa Inquisizione.
- Enrico VIII si incorona anche re d'Irlanda.

### America del Nord
- João Rodrígues Cabrilho esplora la California e ne reclama il possesso per la Spagna.

## Nati

### Febbraio
- 22 febbraio - Santino Garsi da Parma, musicista e compositore italiano († 1604)

### Marzo
- 12 marzo - Antonio Archilei, cantante, compositore e liutista italiano († 1612)
- 19 marzo - Jan Zamoyski,  polacco († 1605)
- 30 marzo - Jacob III Fugger, banchiere, mercante e nobile tedesco († 1598)

### Maggio
- 5 maggio - Thomas Cecil, I conte di Exeter, nobile, politico e militare inglese († 1623)
- 10 maggio - Aires de Saldanha, militare e politico portoghese († 1605)

### Giugno
- 6 giugno - Richard Grenville, corsaro, navigatore e politico inglese († 1591)
- 11 giugno - Ottavio Santacroce, vescovo cattolico e diplomatico italiano († 1581)
- 24 giugno - Giovanni della Croce, presbitero e santo spagnolo († 1591)
- 24 giugno - Pedro Bautista Blásquez, missionario spagnolo († 1597)

### Luglio
- 14 luglio - Willem Canter, filologo classico olandese († 1575)
- 25 luglio - Magnus Vasa, principe svedese († 1595)

### Agosto
- 27 agosto - Giovanni Federico di Pomerania, duca († 1600)
- 31 agosto - Isabella de' Medici, nobildonna italiana († 1576)

### Settembre
- 8 settembre - Teodoro Balbi, politico e militare italiano († 1619)

### Ottobre
- 1º ottobre - Álvaro de Mendaña, esploratore, navigatore e cartografo spagnolo († 1595)
- 4 ottobre - Roberto Bellarmino, teologo, scrittore e cardinale italiano († 1621)
- 5 ottobre - Louis de Berlaymont, arcivescovo cattolico belga († 1596)
- 14 ottobre - Filippo IV di Nassau-Weilburg, nobile tedesco († 1602)
- 15 ottobre - Akbar, sovrano († 1605)
- 21 ottobre - Francesco Benci, gesuita, umanista e scrittore italiano († 1594)
- 31 ottobre - Enrichetta di Nevers, nobile francese († 1601)

### Novembre
- 1º novembre - Tarquinia Molza, compositrice, musicista e poetessa italiana († 1617)
- 11 novembre - Scipione Gonzaga, cardinale e patriarca cattolico italiano († 1593)

### Dicembre
- 8 dicembre - Maria Stuarda, regina scozzese († 1587)

### Senza giorno specificato
- Adriano Politi, umanista e traduttore italiano († 1625)
- Dirk Jansz Graeff, nobile e politico olandese († 1589)
- Bonifacio Antelmi, ambasciatore e funzionario italiano († 1610)
- Martino Bassi, architetto italiano († 1591)
- Cesare Bendinelli, scrittore e trombettista italiano († 1617)
- Francesco di Montpensier, nobile francese († 1592)
- Onorato Caetani, V duca di Sermoneta, mercenario italiano († 1592)
- Gillis Congnet, pittore fiammingo († 1599)
- Agostino Cusani, cardinale italiano († 1598)
- Vincenzo Cutelli, vescovo cattolico italiano († 1597)
- Giovanni Battista Della Porta, architetto e scultore italiano († 1597)
- Frans Francken I, pittore e disegnatore fiammingo († 1616)
- Willem Hessels van Hest, teologo olandese († 1613)
- Joris Hoefnagel, pittore fiammingo († 1600)
- Horio Yoshiharu, militare giapponese († 1611)
- Hoshina Masanao, militare giapponese († 1601)
- Matthias Hovius, arcivescovo cattolico belga († 1620)
- Kuki Yoshitaka, militare giapponese († 1600)
- Guglielmo II di La Marck, ammiraglio olandese († 1578)
- Marco Marini, ebraista italiano († 1594)
- Gregory Martin, presbitero, docente e letterato britannico († 1582)
- Thomas Morgan, generale gallese († 1595)
- Nakagawa Kiyohide, militare giapponese († 1583)
- Narita Ujinaga, militare giapponese († 1595)
- Luca Pinelli, gesuita e teologo italiano († 1607)
- Sadasiva Raya, sovrano indiano († 1570)
- Elisabetta di Regenstein-Blankenburg, religiosa tedesca († 1584)
- Scipione Spina, vescovo italiano († 1639)
- Esmé Stewart, I duca di Lennox, duca scozzese († 1583)
- Peder Sørensen, medico e alchimista danese († 1602)
- Giuseppe Valeriano, pittore, architetto e gesuita italiano († 1596)
- Michel Varro, giurista e fisico svizzero († 1586)
- Luis Mendez de Vasconcellos, militare portoghese († 1623)
- Belisario Vinta, politico italiano († 1613)
- Hayim Vital, rabbino, mistico e scrittore ottomano († 1620)
- Diogo do Couto, storico portoghese († 1616)
- Mariam-uz-Zamani, principessa indiana († 1623)
- Ruqaiya Sultan Begum, principessa indiana († 1626)

## Morti

### Gennaio
- 6 gennaio - Bernard van Orley, pittore fiammingo
- 21 gennaio - Azai Sukemasa, militare giapponese (n. 1491)

### Febbraio
- 1º febbraio - Girolamo Aleandro, cardinale e umanista italiano (n. 1480)
- 13 febbraio - Alessandro Cesarini, cardinale italiano
- 13 febbraio - Catherine Howard, nobildonna inglese (n. 1521)
- 13 febbraio - Jane Parker, nobildonna inglese

### Marzo
- 1º marzo - Bia de' Medici, nobildonna italiana
- 3 marzo - Arturo Plantageneto, nobile e militare britannico
- 10 marzo - Giulia d'Aragona, principessa italiana (n. 1492)
- 17 marzo - Ruzante, drammaturgo, attore teatrale e scrittore italiano
- 26 marzo - Luigia Gonzaga, nobile italiana (n. 1458)

### Aprile
- 3 aprile - Jaime de Conchillos, vescovo spagnolo
- 4 aprile - Andrea Mocenigo, politico e storico italiano (n. 1473)

### Maggio
- 21 maggio - Hernando de Soto, esploratore e militare spagnolo
- 30 maggio - Jeanne Françoise de Foix, nobildonna francese

### Luglio
- 15 luglio - Lisa Gherardini, nobildonna italiana (n. 1479)

### Agosto
- 4 agosto - Pomponio Ceci, cardinale e vescovo cattolico italiano
- 9 agosto - Margaret FitzGerald, nobildonna irlandese
- 23 agosto - Girolamo Benivieni, poeta italiano (n. 1453)
- 24 agosto - Gasparo Contarini, cardinale e vescovo cattolico italiano (n. 1483)
- 29 agosto - Cristoforo da Gama, condottiero e esploratore portoghese (n. 1515)

### Settembre
- 16 settembre - Pedro de Candia, condottiero greco
- 17 settembre - Dionisio Laurerio, cardinale e vescovo cattolico italiano (n. 1497)

### Ottobre
- 3 ottobre - Costanzo Bentivoglio, nobile (n. 1489)
- 10 ottobre - Francesco Feliciano de Scolari, matematico italiano (n. 1470)
- 11 ottobre - Thomas Wyatt, poeta e diplomatico inglese (n. 1503)

### Novembre
- 27 novembre - Andrea Buondelmonti, arcivescovo cattolico italiano (n. 1465)
- 27 novembre - Robert Radcliffe, I conte di Sussex, politico britannico (n. 1483)

### Dicembre
- 14 dicembre - Giacomo V di Scozia, re (n. 1512)
- 18 dicembre - Solomonija Saburova, nobile russa
- 22 dicembre - Hieronymus Łaski, nobile e ambasciatore polacco (n. 1496)
- 26 dicembre - Albert Pigge, teologo, astronomo e matematico olandese (n. 1490)

### Senza giorno specificato
- Achyuta Deva Raya, sovrano indiano
- Ferdinando Serone, vescovo cattolico spagnolo
- Lapu-Lapu, re filippino
- Rodrigo Alemán, scultore e intagliatore spagnolo (n. 1470)
- Diego de Almagro il Giovane, avventuriero panamense (n. 1520)
- Antonello da Palermo, pittore italiano (n. 1467)
- Juan Boscán, poeta spagnolo (n. 1492)
- Cola Bruno, letterato italiano (n. 1480)
- Mercurio Bua, generale albanese (n. 1478)
- Giovanni Cianfanini, pittore italiano (n. 1462)
- Cristoforo Ciocca, pittore italiano (n. 1462)
- Vincenzo Dai Destri, pittore italiano
- Dominikus De Waghemakere, architetto fiammingo
- Dosso Dossi, pittore italiano
- Ruy Díaz de Isla, medico spagnolo (n. 1462)
- Pedro Fajardo, I marchese dei Vélez, politico e militare spagnolo
- Nikolaus Federmann, esploratore tedesco
- Sebastian Franck, umanista tedesco (n. 1499)
- Giovanni Gaddi, letterato italiano
- Agazio Guidacerio, umanista, linguista e filologo italiano (n. 1477)
- Peter Henlein, orologiaio tedesco (n. 1479)
- Malik Muhammad Jayasi, poeta indiano (n. 1477)
- Antonio di Simone Petrarca, storico italiano (n. 1470)
- Aurelia Petrucci, poetessa italiana (n. 1511)
- Bartolomeo Ramenghi, pittore italiano (n. 1484)
- Pedro Reinel, cartografo e navigatore portoghese
- Sebastiano de Rubeis, vescovo cattolico e scrittore italiano
- Christoph von Scheurl, giurista, politico e umanista tedesco (n. 1481)
- Jean Voulté, poeta francese (n. 1505)
- Marguerite de La Rocque, nobildonna francese (n. 1515)
- Michele Coltellini, pittore italiano

## Calendario
| Calendario 1542 | Calendario 1542 | Calendario 1542 | Calendario 1542 | Calendario 1542 | Calendario 1542 | Calendario 1542 | Calendario 1542 | Calendario 1542 | Calendario 1542 | Calendario 1542 | Calendario 1542 | Calendario 1542 | Calendario 1542 | Calendario 1542 | Calendario 1542 | Calendario 1542 | Calendario 1542 | Calendario 1542 | Calendario 1542 | Calendario 1542 | Calendario 1542 | Calendario 1542 | Calendario 1542 | Calendario 1542 | Calendario 1542 | Calendario 1542 | Calendario 1542 | Calendario 1542 | Calendario 1542 | Calendario 1542 | Calendario 1542 | Calendario 1542 |
| --------------- | --------------- | --------------- | --------------- | --------------- | --------------- | --------------- | --------------- | --------------- | --------------- | --------------- | --------------- | --------------- | --------------- | --------------- | --------------- | --------------- | --------------- | --------------- | --------------- | --------------- | --------------- | --------------- | --------------- | --------------- | --------------- | --------------- | --------------- | --------------- | --------------- | --------------- | --------------- | --------------- |
|                 | 1               | 2               | 3               | 4               | 5               | 6               | 7               | 8               | 9               | 10              | 11              | 12              | 13              | 14              | 15              | 16              | 17              | 18              | 19              | 20              | 21              | 22              | 23              | 24              | 25              | 26              | 27              | 28              | 29              | 30              | 31              |                 |
| Gennaio         | Do              | Lu              | Ma              | Me              | Gi              | Ve              | Sa              | Do              | Lu              | Ma              | Me              | Gi              | Ve              | Sa              | Do              | Lu              | Ma              | Me              | Gi              | Ve              | Sa              | Do              | Lu              | Ma              | Me              | Gi              | Ve              | Sa              | Do              | Lu              | Ma              |                 |
| Febbraio        | Me              | Gi              | Ve              | Sa              | Do              | Lu              | Ma              | Me              | Gi              | Ve              | Sa              | Do              | Lu              | Ma              | Me              | Gi              | Ve              | Sa              | Do              | Lu              | Ma              | Me              | Gi              | Ve              | Sa              | Do              | Lu              | Ma              |                 |                 |                 |                 |
| Marzo           | Me              | Gi              | Ve              | Sa              | Do              | Lu              | Ma              | Me              | Gi              | Ve              | Sa              | Do              | Lu              | Ma              | Me              | Gi              | Ve              | Sa              | Do              | Lu              | Ma              | Me              | Gi              | Ve              | Sa              | Do              | Lu              | Ma              | Me              | Gi              | Ve              |                 |
| Aprile          | Sa              | Do              | Lu              | Ma              | Me              | Gi              | Ve              | Sa              | Do              | Lu              | Ma              | Me              | Gi              | Ve              | Sa              | Do              | Lu              | Ma              | Me              | Gi              | Ve              | Sa              | Do              | Lu              | Ma              | Me              | Gi              | Ve              | Sa              | Do              |                 |                 |
| Maggio          | Lu              | Ma              | Me              | Gi              | Ve              | Sa              | Do              | Lu              | Ma              | Me              | Gi              | Ve              | Sa              | Do              | Lu              | Ma              | Me              | Gi              | Ve              | Sa              | Do              | Lu              | Ma              | Me              | Gi              | Ve              | Sa              | Do              | Lu              | Ma              | Me              |                 |
| Giugno          | Gi              | Ve              | Sa              | Do              | Lu              | Ma              | Me              | Gi              | Ve              | Sa              | Do              | Lu              | Ma              | Me              | Gi              | Ve              | Sa              | Do              | Lu              | Ma              | Me              | Gi              | Ve              | Sa              | Do              | Lu              | Ma              | Me              | Gi              | Ve              |                 |                 |
| Luglio          | Sa              | Do              | Lu              | Ma              | Me              | Gi              | Ve              | Sa              | Do              | Lu              | Ma              | Me              | Gi              | Ve              | Sa              | Do              | Lu              | Ma              | Me              | Gi              | Ve              | Sa              | Do              | Lu              | Ma              | Me              | Gi              | Ve              | Sa              | Do              | Lu              |                 |
| Agosto          | Ma              | Me              | Gi              | Ve              | Sa              | Do              | Lu              | Ma              | Me              | Gi              | Ve              | Sa              | Do              | Lu              | Ma              | Me              | Gi              | Ve              | Sa              | Do              | Lu              | Ma              | Me              | Gi              | Ve              | Sa              | Do              | Lu              | Ma              | Me              | Gi              |                 |
| Settembre       | Ve              | Sa              | Do              | Lu              | Ma              | Me              | Gi              | Ve              | Sa              | Do              | Lu              | Ma              | Me              | Gi              | Ve              | Sa              | Do              | Lu              | Ma              | Me              | Gi              | Ve              | Sa              | Do              | Lu              | Ma              | Me              | Gi              | Ve              | Sa              |                 |                 |
| Ottobre         | Do              | Lu              | Ma              | Me              | Gi              | Ve              | Sa              | Do              | Lu              | Ma              | Me              | Gi              | Ve              | Sa              | Do              | Lu              | Ma              | Me              | Gi              | Ve              | Sa              | Do              | Lu              | Ma              | Me              | Gi              | Ve              | Sa              | Do              | Lu              | Ma              |                 |
| Novembre        | Me              | Gi              | Ve              | Sa              | Do              | Lu              | Ma              | Me              | Gi              | Ve              | Sa              | Do              | Lu              | Ma              | Me              | Gi              | Ve              | Sa              | Do              | Lu              | Ma              | Me              | Gi              | Ve              | Sa              | Do              | Lu              | Ma              | Me              | Gi              |                 |                 |
| Dicembre        | Ve              | Sa              | Do              | Lu              | Ma              | Me              | Gi              | Ve              | Sa              | Do              | Lu              | Ma              | Me              | Gi              | Ve              | Sa              | Do              | Lu              | Ma              | Me              | Gi              | Ve              | Sa              | Do              | Lu              | Ma              | Me              | Gi              | Ve              | Sa              | Do              |                 |